# Erythrura
Erythrura är ett släkte med astrilder som vanligen omfattar ett dussintal arter med en utbredning från sydöstra Asien och österut till Nya Guinea, Australien och de återfinns även på många av öarna i Stilla havet. Arterna i släktet kallades alla tidigare för papegojamadiner, men har numera enklare svenska trivialnamn.

## Arter inom släktet
Listan nedan följer AviList:
- Ockrabröstad amadin (Erythrura hyperythra)
- Nålstjärtad amadin (Erythrura prasina)
- Grön amadin (Erythrura viridifacies)
- Trefärgad amadin (Erythrura tricolor)
- Mindanaoamadin (Erythrura coloria)
- Blåhuvad amadin (Erythrura trichroa)
- Papuaamadin (Erythrura papuana)
- Nyakaledonienamadin (Erythrura psittacea)
- Papegojamadin (Erythrura cyaneovirens)
- Kungsamadin (Erythrura regia)
- Fijiamadin (Erythrura pealii)
- Rosennäbbad amadin (Erythrura kleinschmidti)

Regnbågsamadinen inkluderades tidigare ofta i släktet, men urskiljs numera vanligen i ett eget, Chloebia. De afrikanska arterna i släktet Amadina (rödhuvad amadin och blodstrupsamadin) är trots namnet inte närbesläktade med de i Erythrura.